# Decumanus Maximus

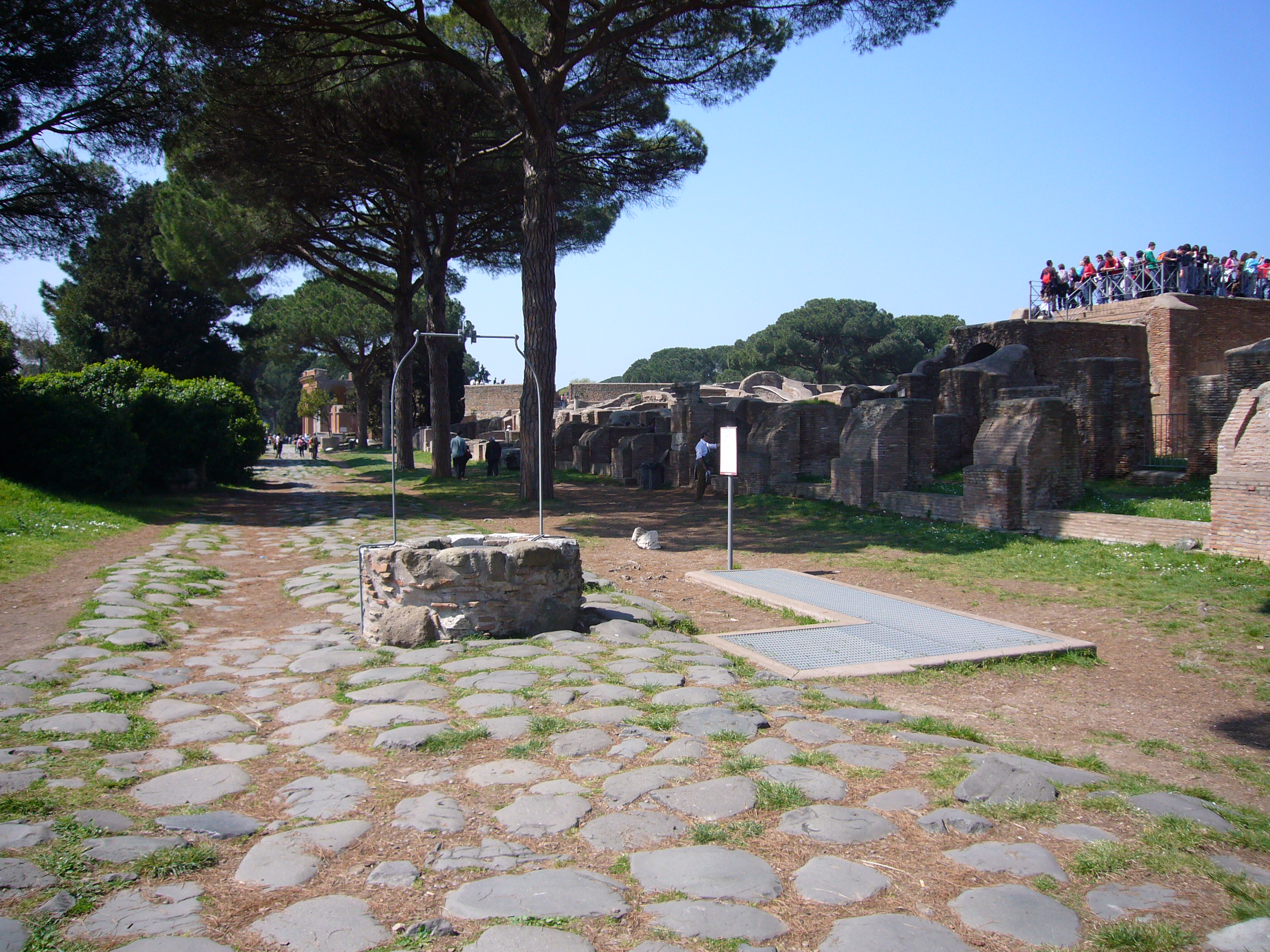
Декуманус в Остії

Декума́нус (лат. Decumanus) — в Римській імперії вулиця, орієнтована зі сходу на захід, в той час, як Кардо — вулиця, зорієнтована з півночі на південь. Головний Декуманус в місті мав назву Декуманус Максимус (лат. Decumanus Maximus).
Забудова більшості давньоримських поселень була прямокутною і здійснювалася навколо перехрестя Декуманус Максимус та Кардо Максимус